# Villarramiel
Villarramiel es un municipio y localidad española de la provincia de Palencia, en la comunidad autónoma de Castilla y León. Cuenta con una población de 788 habitantes (INE 2024).

## Geografía
- Limita con Herrín de Campos, Provincia de Valladolid por el oeste, con Guaza de Campos por el norte, con Autillo de Campos, Abarca de Campos y Castromocho por el este y con Capillas por el sur.

Parte de su término municipal está integrado dentro de la Zona de especial protección para las aves denominada La Nava - Campos Norte perteneciente a la Red Natura 2000.

## Historia

### Fundación y Edad Media
A mediados del siglo X el noble alavés Herramel Álvarez, hijo de Álvaro Herraméliz y de Sancha de Pamplona, que se encontraba enfrentado a su padrastro el conde castellano Fernán González, se refugió en la corte leonesa, donde el rey Sancho I, su primo, le concedió una serie de tierras para ser repobladas. En ellas funda una villa a la que da su nombre "Villa Herramel". (Aunque no hay una fecha cierta, por acuerdo de los expertos, se celebró su milenario los días 24 y 25 de septiembre de 1955)
La villa, que luego se llamaría Villarramiel, permaneció en poder de esta familia hasta la muerte de María Álvarez, última de la estirpe, que deja al pueblo 1.338 obradas de tierra.
En el libro Becerro de las Behetrías figura como behetría de Juan Alfonso de Alburquerque quien, junto con su mujer Isabel Téllez de Meneses, era señor solariego de las cercanas localidades de Meneses, Ampudia y Torremormojón, y asimismo de las behetrías de Capillas, Castromocho, Fuentes de Nava, Becerril de Campos y Frechilla. (La recaudación por alcabalas en 1477 ascendió a 33.500 maravedies)

### Edad Moderna
Desde siempre Villarramiel se ha distinguido por su actividad de curtido, lo que les sirvió para que los Reyes Católicos concedieran a la villa el privilegio de poder examinar y otorgar el título de “maestro” de carda, peine y sastre, valedero para todo el reino. (La pujanza económica de la villa hizo que las recaudaciones por alcabalas aumentaran a 126.812 maravedies en 1514, incrementándose poco a poco hasta alcanzar los 142.000 maravedies en 1529)
Durante la Guerra de las Comunidades, a pesar de ser pueblo de realengo, no tardó en sumarse a la revolución castellana con hombres y dinero, quizás movidos por el exceso de tributos que pagaban. Tras el triunfo de las tropas reales, en Villalar, tuvo que hacer frente a los gastos de avituallamiento y alojamiento del ejército enviado para expulsar a los franceses de Navarra, al igual que otros pueblos de la comarca.
En 1592 Felipe II, a pesar de la confirmación hecha en 1581 por el propio rey de ser Villarramiel villa de behetría, crea el marquesado de Frechilla y Villarramiel, que dona a Duarte de Braganza en cumplimiento de la promesa hecha en el momento de la anexión de la Corona Portuguesa a España. También se apoderó de los bienes propios del concejo, vendiéndolos en pública subasta. Más tarde, su hijo Felipe III, tras ganar la localidad el pleito puesto ante el Concejo de Hacienda, tuvo que devolverlos.
El día de las Candelas de 1776 fue trágico para la localidad, al desplomarse la torre de piedra de la iglesia de San Miguel sobre los fieles que se encontraban en su interior, perdiendo la vida más de cien vecinos.

### Edad Contemporánea
La Guerra de la Independencia afectó a la villa principalmente en el aspecto económico, al verse obligada a vender los bienes propios para pagar las contribuciones de guerra.
Así y todo, en 1874 se publica que Villarramiel tiene 3.027 habitantes y 712 casas, más que duplicando los habitantes de la capital de su partido judicial, Frechilla.

## Demografía
Cuenta con una población de 788 habitantes (INE 2024).
| Gráfica de evolución demográfica de Villarramiel entre 1842 y 2021                                                    |
| |
| Población de derecho según los censos de población del INE. Población de hecho según los censos de población del INE. |

## Cultura

### Patrimonio
Antiguas puertas

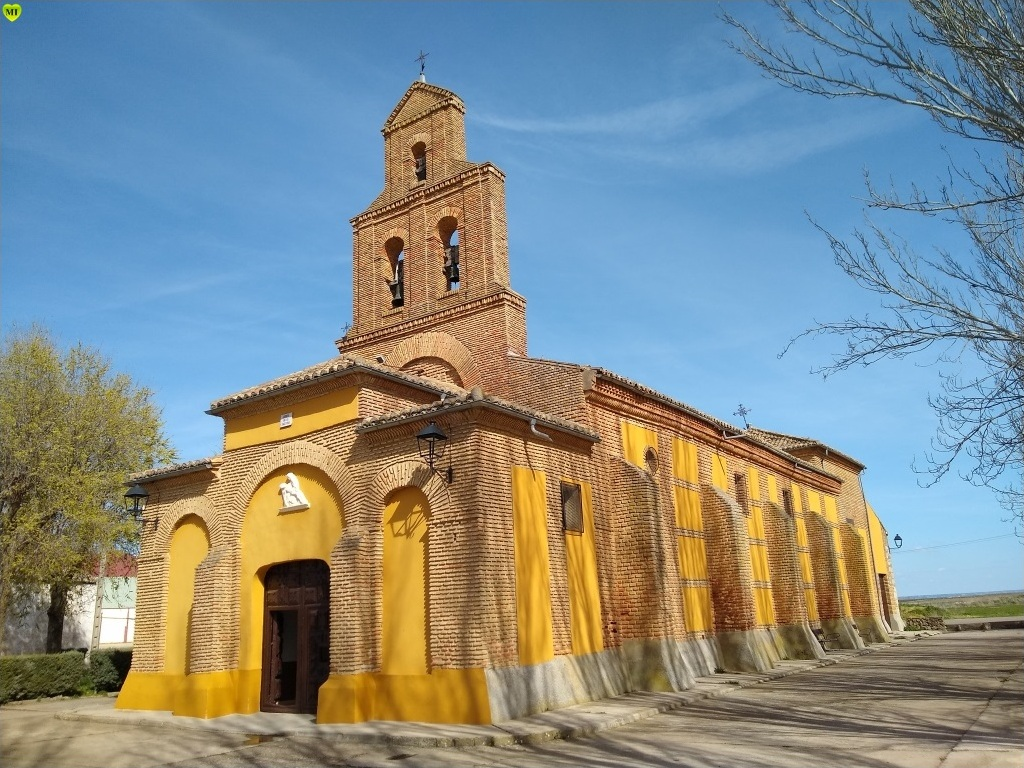
Ermita de la Virgen de las Angustias

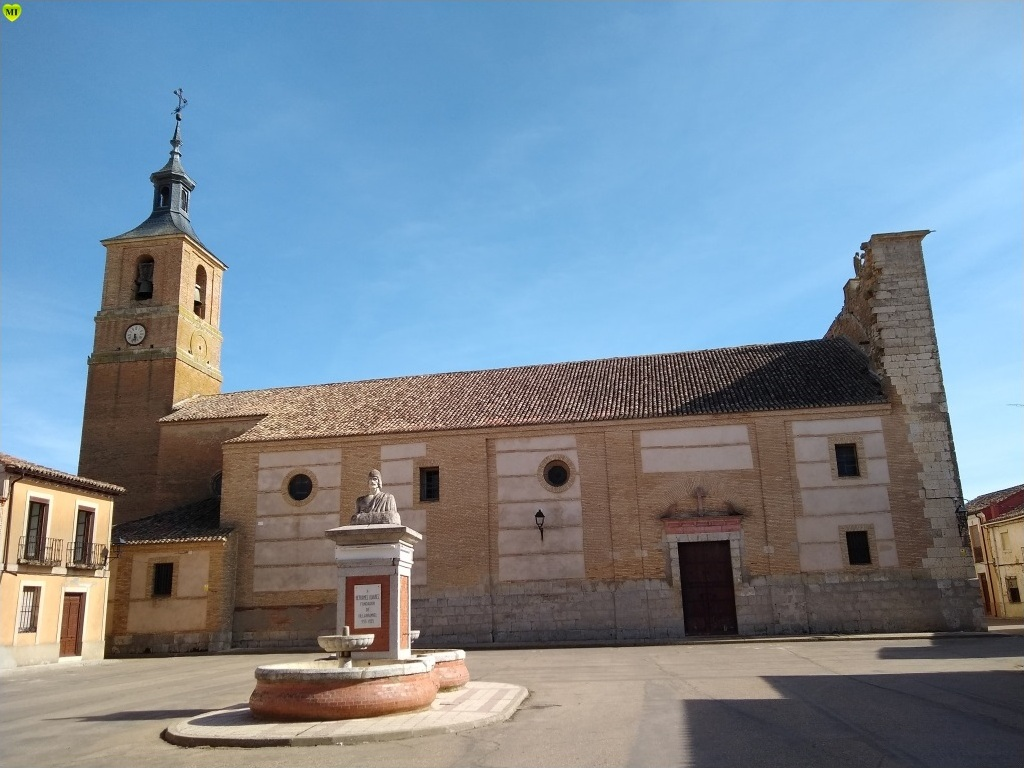
Iglesia de San Miguel

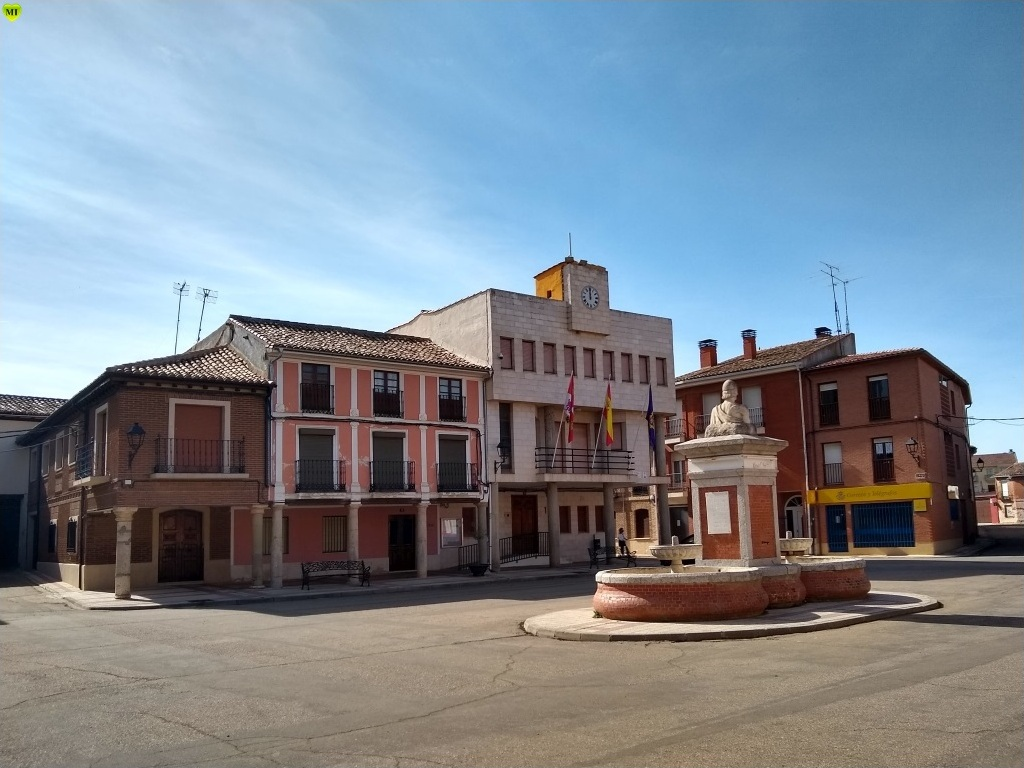
Plaza de España y casa consistorial

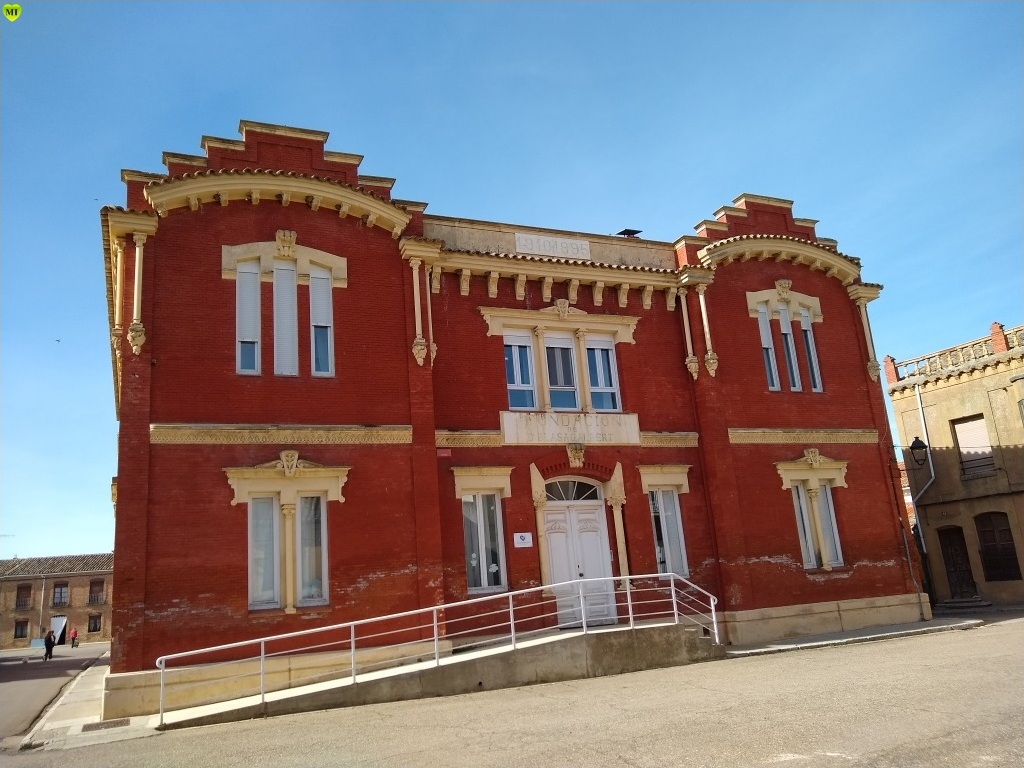
Residencia de la tercera edad, antiguo hospital, obra de Jerónimo Arroyo

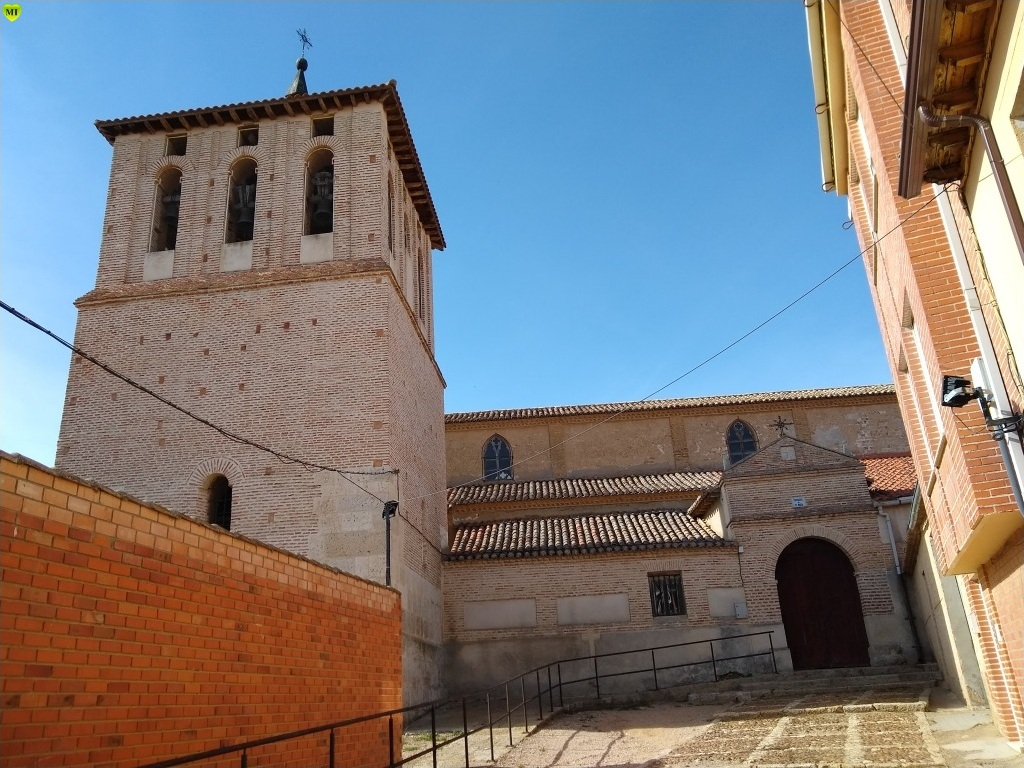
Iglesia de Santa María

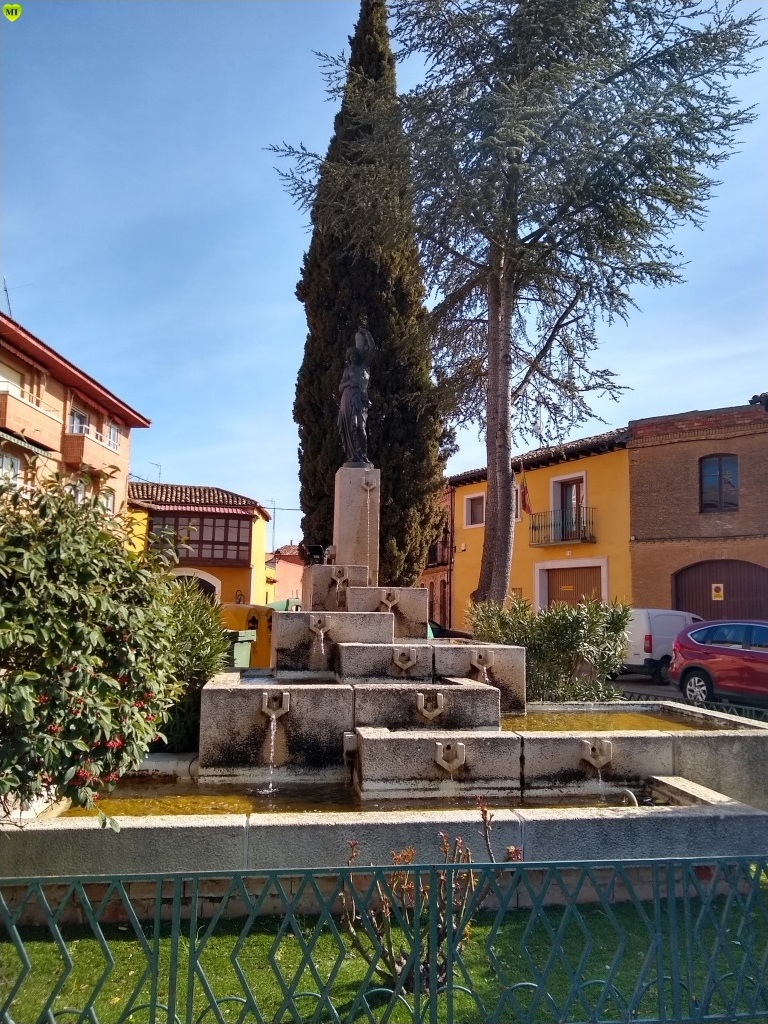
Fuente

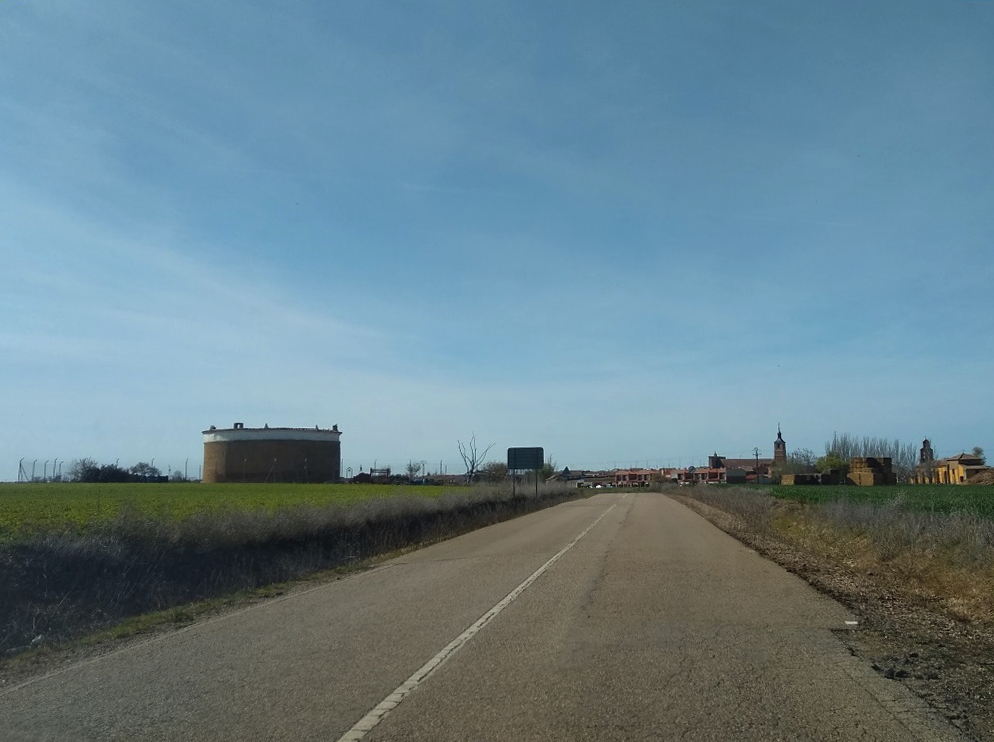
Palomar

Al igual que otras localidades cercanas, su caso urbano estuvo rodeado de una frágil cerca de tapial, que se conservó hasta bien entrado el siglo XVIII. Hoy solo quedan unos pocos datos como recuerdo de su existencia. Tuvo varias puertas, que daban al campo, siendo la principal la conocida como vieja de Santa María o, sencillamente, puerta de Santa María, situada en la calle que desde el Corro conduce a la iglesia del mismo nombre y que se emplazaba extramuros de la villa, cercana a la muralla que llegaba hasta el arroyo de Santa María. También se conoce el nombre de otra de las puertas, la puerta de San Miguel el Viejo, que daba salida a la actual carretera que une Palencia con Villalón. Es probable que existiese otra que permitiese el acceso a la desaparecida iglesia de San Salvador, asimismo situada fuera de la cerca, en el hoy conocido como Corrillo de San Salvador.
Edificios religiosos
- La iglesia de San Miguel, que se comenzó a construir en el año 1560[4] pero que, tras el desastre de 1776, tuvo que ser casi totalmente reconstruida en estilo neoclásico, con tres naves con pilares y bóvedas de arista. Solo se salvó del desastre la fachada principal original, que aún hoy subsiste y se conoce como la "Cantería", en estilo renacentista, dentro de las clasificadas como "fachadas-retablo". En su interior se encuentra un retablo de estilo neoclásico y una pila bautismal del siglo XVI.

Hundimiento y reconstrucción de la Iglesia de San Miguel.
El trágico derrumbamiento de la alta torre de piedra de la iglesia, levantada hacia 1610 por Diego de Praves, mandada hacer por el obispo de Palencia don Felipe de Tassis y Acuña, ocurrió el 2 de febrero de 1776, cuando llenaba el templo una multitud de fieles. La caída de una parte de la torre arruinó una zona de la techumbre y produjo en el acto 106 víctimas, de las que más de dos tercios eran mujeres.
Las causas que al parecer produjeron dicha catástrofe según el licenciado don Francisco Rojo González, abogado de los Reales Consejos, las menciona en un informe de 15 de mayo de 1776 :” aquel invierno fue abundante en aguas y en el que se han experimentado muchas tragedias”, aludiendo al caso de Villarramiel.
Se formó un proceso judicial contra el mayordomo de la fábrica de la iglesia y dos maestros canteros de Rioseco pero no se sabe a día de hoy que ocurrió con el proceso puesto que se ha perdido.
El “arquitecto mayor de obras y fuentes” de Madrid, don Ventura Rodríguez fue el encargado de esta reconstrucción por voluntad del rey Carlos III.
La construcción de la nueva iglesia fue lenta, se tardó años en comenzar los trabajos de reconstrucción y solo constan datos de su finalización antes de 1797. Se aprovecharon los cimientos de la iglesia hundida y pudo salvarse la fachada principal – “Cantería” – que se incorporó a la nueva iglesia, de tres naves, de ladrillo, y de menor altura que la anterior.
- La iglesia de Santa María, muestra del mestizaje entre diversos estilos: base gótica, torre mudéjar asentada sobre muros de piedra, portada renacentista y un retablo barroco que incluye un sagrario policromado del siglo XVI. Esta iglesia está ubicada en el barrio en torno al cual, según los expertos, se debió situar en su día la antigua judería.
- La ermita de las Angustias, del siglo XVII, en estilo barroco y dedicada a la Nuestra Señora de las Angustias, de gran veneración en todo el pueblo. En su interior se pueden apreciar dos retablos de estilo rococó del siglo XVIII y otro salomónico.

Otros edificios
- Existen un total de 16 palomares en el municipio, que representan uno de los principales iconos de la edificación en las tierras castellanas. Construidos en adobe y tapial, se encuentran en muy diferentes estados de conservación.
- El Hospital Doña Blasa, hoy convertido en residencia de ancianos.
- Diversas casas notables, que representan el esplendor de la burguesía de finales del XIX y principios del XX. En ellas destacan, sobre todo, los trabajos de forja de sus balconadas y sus elaboradas rejerías. Algunos ejemplos de estas casas son las que se conocen como Casa Melero y Casa de las Verjas.

### Fiestas
Fiestas de San Bartolomé
Se celebran en torno al día del patrón del pueblo, que es el 24 de agosto y han sido declaradas de Interés Turístico Regional desde el año 1990. Su duración suele ser de unos 3 o 4 días.
En ellas destacan "los encierros" de reses bravas (encierrillos a las 8 de la mañana y encierros a partir de las 7 de la tarde). Los encierros se llevan a cabo en la plaza y en un circuito de calles que se conoce como "el recorrido". También hay, cada año, un encierro en el campo.
A lo largo del "recorrido" es donde se encuentran gran parte de las "peñas", que son la otra gran institución de las fiestas. Impresiona el ambiente que generan las más de 45 peñas existentes.
Romería de las Angustias
Se celebra el tercer fin de semana de septiembre. Ese día, cada año, una familia del pueblo es "mayordomo de la Romería" y se encarga de sus preparativos. 
Fiesta de San Marcos
Se celebran el 25 de abril y lo más típico son sus "meriendas de San Marcos", en las que se oficia un especial culto culinario a los caracoles.

### Productos típicos
Son muy conocidas su cecina y sus pieles.
Fiesta de la Artesanía y productos de la tierra
Se celebra a mediados de agosto, y consiste en un mercado castellano, como los que se celebraban a principios de siglo XX, con gran asistencia de comerciantes y con la colaboración de todos los vecinos. 
Se completa con actuaciones de animación de calle y de música castellana, y con degustación de la famosa "cecina de Villarramiel" y de la "tobera" (caldereta de carne de caballo).